# Liste der Ehrenmitglieder der Deutschen Physikalischen Gesellschaft
Mit der Ehrenmitgliedschaft würdigt die Deutsche Physikalische Gesellschaft (DPG) die Leistungen ihrer Mitglieder und anderer Physiker im Bereich der Wissenschaft und der Mitarbeit innerhalb der Gesellschaft. Die Verleihung einer Ehrenmitgliedschaft findet im Rahmen des Festakts einer DPG-Jahrestagung durch den jeweiligen Vorsitzenden statt. Obwohl die DPG die größte Fachgesellschaft der Welt ist (Stand 2018), besitzt sie eine überschaubare Zahl von 61 Ehrenmitgliedern (Stand 2019). Der Physikalische Verein hat beispielsweise seit seiner Gründung im Jahre 1824 mehr als 300 Ehrenmitglieder ernannt. Lise Meitner ist die einzige Frau, der diese Ehre zuteilgeworden ist.

## Ehrenmitglieder
| Name                       | Lebensdaten | Ernennung zum Ehrenmitglied | Begründung |
| -------------------------- | ----------- | --------------------------- | --- |
| Joachim Treusch            | 1940–       | 2021                        | In Anerkennung seiner herausragenden Verdienste um die Wissenschaft, namentlich der Physik in Deutschland. Joachim Treusch hat über mehrere Jahrzehnte als Physiker und durch seine leitenden Tätigkeiten in der Forschungsorganisation richtungweisend und nachhaltig zur Entwicklung der modernen Strukturen der Forschung und des Wissenschaftsbetriebs sowie der modernen Formen des Dialogs zwischen Wissenschaft und Gesellschaft beigetragen. Als Vorsitzender des Vorstands der Wilhelm und Else HeraeusStiftung hat er wesentlichen Anteil am Ausbau des Physikzentrums in Bad Honnef und am qualifizierten Wachstum der Deutschen Physikalischen Gesellschaft. Seine Tatkraft und sein persönlicher Rat haben die Deutsche Physikalische Gesellschaft geprägt und ihr Gestaltungsmöglichkeiten verliehen. |
| Joachim Trümper            | 1933–       | 2020                        | In Anerkennung seiner Leistungen bei der Entwicklung der Röntgenastronomie mit Ballonexperimenten und Satelliten, insbesondere mit dem Röntgensatelliten ROSAT, der ein Meilenstein der Hochenergie-Astrophysik wurde, und seiner wegweisenden wissenschaftlichen Arbeiten über galaktische und extragalaktische Röntgenquellen sowie aufgrund seiner Verdienste als Präsident der Deutschen Physikalischen Gesellschaft. Als ihr Präsident von 1986 bis 1988 vertrat er in einer Zeit des Umbruchs energisch die Interessen der Grundlagenforschung. |
| Reimar Lüst                | 1923–2020   | 2017                        | in Anerkennung seiner Pionierleistungen auf dem Gebiet der theoretischen Plasmaphysik, vor allem der Magnetohydrodynamik, sowie seiner experimentellen Arbeiten zur Erklärung der Entstehung des Kometenschweifs. Darüber hinaus hat Reimar Lüst über mehrere Jahrzehnte durch seine leitenden Tätigkeiten im Forschungsmanagement maßgeblich zum Aufbau und zur Weiterentwicklung der deutschen und europäischen Wissenschaftslandschaft beigetragen. |
| Siegfried Großmann         | 1930–       | 2017                        | in Anerkennung seiner herausragenden wissenschaftlichen Leistungen in der theoretischen Physik komplexer Systeme, insbesondere in der Turbulenz- und Chaosforschung, und seiner hohen Verdienste um die Physik, die er kompetent und unermüdlich als akademischer Lehrer und Lehrbuchautor sowie als wissenschaftspolitischer Verantwortungsträger maßgeblich gefördert hat. |
| Herrmann Haken             | 1927–2024   | 2016                        | Die DPG würdigt mit der Verleihung der Ehrenmitgliedschaft sein jahrzehntelanges, Beispiel gebendes Engagement als akademischer Lehrer, der durch seine Lehrbücher Generationen von Physikstudierenden geprägt hat, und als Forscher, der der Physik neue Wege gewiesen und neue Gebiete wie das der Synergetik erschlossen hat. Er hat dadurch in einzigartiger Weise und ganz im Sinne der Satzung der Deutschen Physikalischen Gesellschaft Herausragendes für das Fach Physik geleistet. |
| Wolfgang Frühwald          | 1935–2019   | 2016                        | Gustav Magnus-Medaille – Sonderform der Ehrenmitgliedschaft Die DPG würdigt mit dieser Sonderform der DPG-Ehrenmitgliedschaft den jahrzehntelangen Einsatz von Wolfgang Frühwald als Vermittler zwischen den Natur- und Geisteswissenschaften, sowie seine überzeugende Argumentation für die Rolle der Physik als „Leitdisziplin der Naturwissenschaften“. |
| Wolfgang Ketterle          | 1957–       | 2015                        | in Anerkennung seiner herausragenden Forschungsleistungen sowie seines vorbildlichen persönlichen Einsatzes für die Physik, seiner Fähigkeit und seines ungebrochenen Engagements, junge Menschen über Länder und Kontinente hinweg für die Physik zu begeistern. |
| Knut Urban                 | 1941–       | 2015                        | in Anerkennung seiner grundlegenden und anwendungsorientierten Arbeiten auf dem Gebiet der atomar auflösenden Elektronenmikroskopie sowie seiner jahrzehntelangen herausragenden Tätigkeit und seiner Verdienste für die Deutsche Physikalische Gesellschaft. Als Mitglied des Vorstandsrats, des Vorstands und als Präsident hat er die DPG erfolgreich und sichtbar gemacht: nach innen durch eine neue Satzung, das Leistungsspektrum der DPG und Einrichtung des Konvents, nach außen besonders durch den verstärkten Kontakt zu nationalen und internationalen Fachgesellschaften und durch zahlreiche Stellungnahmen der DPG zu wissenschaftlichen, erziehungs- und gesellschaftsrelevanten sowie politischen Themen.                                                                                         |
| Dieter Röß                 | 1932–       | 2013                        | in Anerkennung seiner Pionierleistungen in der Laserphysik und, aufbauend auf einer erfolgreichen Industriekarriere, seines wegweisenden und tatkräftigen ehrenamtlichen Einsatzes für die Deutsche Physikalische Gesellschaft und für die Physik in Deutschland. Als Vorstandsvorsitzender der Wilhelm und Else Heraeus-Stiftung hat er sich über mehr als 25 Jahre überragende Verdienste in der Förderung der wissenschaftlichen Kommunikation und des wissenschaftlichen Nachwuchses im Bereich der Physik erworben. Sein Ideenreichtum, seine Energie und seine Genauigkeit im Einsatz der Stiftungsmittel haben einen gewichtigen Anteil daran, dass die DPG sich in seiner Amtszeit zur größten Physikalischen Gesellschaft der Welt entwickelte.                                                            |
| Herwig Schopper            | 1924–       | 2013                        | in Anerkennung seines langjährigen unermüdlichen Einsatzes für die physikalische Grundlagenforschung in Deutschland und Europa, insbesondere als Direktor von DESY und CERN, wo er mit den Speicherringen PETRA und LEP die Voraussetzung für bahnbrechende Messungen schuf. Darüber hinaus hat er als Präsident der Deutschen Physikalischen Gesellschaft in der Zeit der Wiedervereinigung und der European Physical Society wichtige Beiträge zur Stärkung und Sichtbarkeit der Physik in Europa geleistet. |
| Alexander Bradshaw         | 1944–       | 2012                        | in Anerkennung seines tatkräftigen ehrenamtlichen und zukunftsweisenden Einsatzes für die Physik und für die Deutsche Physikalische Gesellschaft. Besonders hervorzuheben ist seine aktive Rolle bei der Konzeption und Planung des ersten Wissenschaftsjahres „2000 – Jahr der Physik“ sowie bei der Gründung des „New Journal of Physics“, einer der ersten „open access“-Zeitschriften. |
| Gerhard Ertl               | 1936–       | 2012                        | in Anerkennung seiner bahnbrechenden Arbeiten auf dem Gebiet der Physik und der Chemie der Oberflächen und der heterogenen Katalyse. Mit seinen Arbeiten zur Oberflächenphysik und seinem jahrzehntelangen unermüdlichen Einsatz für die Oberflächenphysik in Deutschland ist er zum Pionier dieser physikalischen und gleichzeitig chemischen Disziplin in Deutschland geworden. Die von ihm mit seinen Mitarbeitern entwickelten neuen Methoden, beispielsweise der Photoelektronenmikroskopie, führten zu Durchbrüchen in der Erforschung der Kinetik von Molekülreaktionen an Oberflächen. |
| Peter Grünberg             | 1939–2018   | 2011                        | für seine im Jahr 2007 mit dem Nobelpreis in Physik (zusammen mit Albert Fert/Paris) ausgezeichnete Entdeckung der Zwischenschicht-Austauschkopplung und dem darauf basierenden Riesenmagnetowiderstand in dünnen Übergangsmetallschichten, deren technische Anwendung die magnetische Datenspeichertechnologie revolutionierte und ein neues Forschungsgebiet – die Spinelektronik – öffnete, sowie insgesamt für seine publizistischen Beiträge, mit denen er erheblich zur Steigerung des gesellschaftlichen Ansehens der Physik in Deutschland beigetragen hat. |
| Theodor Hänsch             | 1941–       | 2011                        | für seine Pionierarbeiten zur Laserphysik und Quantenoptik, mit denen er insbesondere durch das Verfahren der Laserkühlung das Forschungsgebiet der kalten Atome prägte und Präzisionsmessungen atomarer Größen ermöglichte. Mit der Entwicklung der Frequenzkammtechnik hat er außerdem die Präzision von Atomuhren wesentlich verbessert und damit neue Forschungsarbeiten in der Metrologie ermöglicht. |
| Horst Rollnik              | 1931–2011   | 2011                        | in Anerkennung seines wegweisenden und tatkräftigen ehrenamtlichen Einsatzes für die Deutsche Physikalische Gesellschaft und für die Physik in Deutschland. Hervorzuheben sind dabei die erfolgreiche Neustrukturierung der Satzung mit der Gründung des DPG-Vorstandsrates Anfang der 1980er Jahre sowie sein erfolgreicher Einsatz für eine hohe Qualität der Lehre in den Diplomstudiengängen aller Physik-Fakultäten in Deutschland. |
| Peter Egelhaaf             | 1938–       | 2010                        | für sein außerordentliches ehrenamtliches Wirken in der Deutschen Physikalischen Gesellschaft. Hiermit sollen insbesondere seine herausragenden Leistungen als Industriephysiker in der DPG und die Wahrnehmung von Ehrenämtern im DPG-Vorstand und DPG-Vorstandsrat sowie als langjähriges Mitglied im Beratenden Ausschuss der Industrie (BAI, heute AIW) gewürdigt werden. |
| Markus Schwoerer           | 1937–       | 2010                        | in Anerkennung seines unermüdlichen ehrenamtlichen Einsatzes für die Deutsche Physikalische Gesellschaft und die Physik. Hervorzuheben sind dabei sein außerordentliches Engagement bei der Organisation der 69. Jahrestagung "Physik seit Einstein" sowie seine zahlreichen Aktivitäten in DPG-Gremien und für das Physik-Journal. |
| Herbert Walther            | 1935–2006   | 2003                        | für seine bahnbrechenden Experimente zur Wechselwirkung einzelner Atome oder Ionen mit einzelnen Photonen, mit denen er das Forschungsgebiet der Hohlraumquantenelektrodynamik mitbegründet hat, für seine unermüdlichen Leistungen und Erfolge, die Quantenoptik, Atomphysik und Laserphysik in Deutschland zu einer blühenden Forschungslandschaft zu entwickeln, sowie für seine kompetente Mitwirkung in zahlreichen nationalen und internationalen Gremien der akademischen Selbstverwaltung und der Beratung der Politik. |
| Theo Mayer-Kuckuk          | 1927–2014   | 2002                        | in Anerkennung seiner wegweisenden Beiträge zur Kernphysik sowie für seine herausragenden Verdienste um die Deutsche Physikalische Gesellschaft, insbesondere bei dem Erhalt und der Etablierung des Magnus-Hauses in Berlin für die Deutsche Physikalische Gesellschaft als wissenschaftliches Begegnungszentrum. |
| Heinz Bethge               | 1919–2001   | 2000                        | für seine wissenschaftlichen Leistungen auf dem Gebiet der Entwicklung elektronenmikroskopischer Methoden und deren Anwendung zur Erforschung molekularer Prozesse auf Kristalloberflächen und in dünnen Schichten, für seine Sachkompetenz, seine Weitsicht und sein Augenmaß bei der Leitung des Instituts für Festkörperphysik und Elektronenmikroskopie der Akademie der Wissenschaften der DDR in Halle, für seine wirksame Förderung der deutsch-deutschen Beziehungen als Präsident der Deutschen Akademie der Naturforscher LEOPOLDINA von 1973 bis 1990 sowie für sein vorbildliches Engagement als unkonventioneller Ratgeber in der Physikalischen Gesellschaft der DDR und nach der Vereinigung in der Deutschen Physikalischen Gesellschaft.                                                           |
| Klaus von Klitzing         | 1943–       | 2000                        | für seine außerordentlichen Erfolge in der Erforschung von Festkörpern in hohen Magnetfeldern, die zu seiner Entdeckung des quantisierten Hall-Effekts geführt haben, sowie für seine unermüdliche und erfolgreiche Grundlagenforschung in der Festkörperphysik und deren Darstellung in der Öffentlichkeit. |
| Werner Buckel              | 1920–2003   | 1999                        | in Anerkennung seiner Beiträge zur physikalischen Forschung in Deutschland, insbesondere zur Tieftemperaturphysik und Supraleitung sowie in Würdigung seines großen Einsatzes für die Deutsche Physikalische Gesellschaft und für das Physikzentrum Bad Honnef, seiner wichtigen Rolle bei der Beratung der Wilhelm und Else Heraeus-Stiftung und seines Engagements für die European Physical Society. |
| Heinz Maier-Leibnitz       | 1911–2000   | 1989                        | in Anerkennung seiner Beiträge zur Physik und seiner langjährigen Verdienste um die Entwicklung der Physikalischen Forschung in Deutschland. Sie würdigt insbesondere auch seine Ausstrahlung als Lehrer und seine unermüdlichen Aktivitäten zur Förderung nachwachsender Physiker, sein erfolgreiches Wirken zur Verbreitung naturwissenschaftlicher Erkenntnisse sowie sein entschiedenes Eintreten für die internationale Zusammenarbeit der Wissenschaftler und für die Wahrnehmung der gemeinsamen Verantwortung für die Zukunft unserer Welt. |
| Wilhelm Walcher            | 1910–2005   | 1989                        | in Anerkennung seiner langjährigen Verdienste um die Entwicklung der Physikalischen Forschung in Deutschland sowie seiner Initiative und tätigen Mithilfe beim Wiederaufbau der Deutschen Physikalischen Gesellschaft nach dem Zweiten Weltkrieg. Sie würdigt insbesondere auch sein erfolgreiches Wirken zur Verbreitung naturwissenschaftlicher Erkenntnisse und zur Stärkung der Stellung der Naturwissenschaften in unserer Kultur sowie sein entschiedenes Eintreten für, die Wahrnehmung der Verantwortung für die Zukunft unserer Welt. |
| Wilhelm Heinrich Heraeus   | 1900–1985   | 1983                        | |
| Victor Weisskopf           | 1908–2002   | 1983                        | |
| Friedrich Hund             | 1896–1997   | 1977                        | |
| Hermann Ebert              | 1896–1983   | 1963                        | |
| Alexander Meissner         | 1883–1958   | 1957                        | |
| Erwin Madelung             | 1881–1972   | 1956                        | |
| Walter Schottky            | 1886–1976   | 1956                        | |
| Walther Bothe              | 1891–1957   | 1955                        | |
| James Franck               | 1882–1964   | 1955                        | [ 9 ] |
| Walther Kossel             | 1888–1956   | 1955                        | |
| Max Born                   | 1882–1970   | 1954                        | |
| Louis de Broglie           | 1892–1987   | 1954                        | |
| Max von Laue               | 1879–1960   | 1951                        | |
| Carl Ramsauer              | 1879–1955   | 1951                        | |
| Erich Regener              | 1881–1955   | 1951                        | |
| Ronald G. J. Fraser        | 1899–1985   | 1949                        | |
| Otto Hahn                  | 1879–1968   | 1948                        | [ 10 ] |
| Lise Meitner               | 1878–1968   | 1948                        | [ 11 ] |
| Hans Gerdien               | 1877–1951   | 1947                        | |
| Ludwig Prandtl             | 1875–1953   | 1947                        | |
| Hermann von Siemens        | 1885–1986   | 1947                        | |
| Jonathan Zenneck           | 1871–1959   | 1947                        | |
| Gustav Mie                 | 1868–1957   | 1938                        | |
| Arnold Sommerfeld          | 1868–1951   | 1938                        | [ 11 ] |
| Walther Nernst             | 1864–1941   | 1937                        | |
| Max Wien                   | 1866–1938   | 1937                        | |
| Carl von Linde             | 1842–1934   | 1932                        | |
| Max Planck                 | 1858–1947   | 1928                        | |
| Carl Friedrich von Siemens | 1872–1941   | 1924                        | |
| Rudolf Straubel            | 1864–1943   | 1924                        | |
| Carl Duisberg              | 1861–1935   | 1923                        | |
| Albert Vögler              | 1877–1945   | 1923                        | |
| Orest Chwolson             | 1852–1934   | 1922                        | |
| Eugen Goldstein            | 1850–1930   | 1919                        | |
| Wilhelm Conrad Röntgen     | 1845–1923   | 1919                        | [ 12 ] |
| Karl Scheel                | 1866–1936   | 1919                        | |
| Emil Warburg               | 1846–1931   | 1917                        | |
| Georg Quincke              | 1834–1924   | 1904                        | |
| Emil du Bois-Reymond       | 1818–1896   | 1888                        | |